# 정창욱
정창욱(鄭彰郁, 1980년 12월 22일~)은 대한민국의 요리사이다. 탄탄멘 전문점 금산제면소를 운영하고 있다. 음주운전으로 면허가 취소 되었으나 작년에 무면허 상태에서 음주운전을 또 하다 적발 되어 벌금을 내었고, 하와이에서 주변 사람을 폭행 하고 칼로 특수 협박과, 폭언을 서슴 없이 하다가 고소를 당해 징역 10개월을 선고 받았다. 이 사건 터지기 이전에도 그의 업장에서는 주방에서 그에게 구타, 폭언, 모욕, 칼로 협박 등을 당했다는 옛 직원들 이야기가 많았다.

## 방송
- 2014년 JTBC 《냉장고를 부탁해》
- 2014년 KBS2 《인간의 조건 (텔레비전 프로그램)》
- 2015년 SBS funE 《셰프끼리》